# 比沃格拉夫劇院
比沃格拉夫劇院（英語：Biograph Theater），又名傳奇劇院，位於伊利諾州芝加哥的林肯大道北2433號，靠近林肯公園。起初是一間電影院，但現在成為現場表演劇場。這裏也是個著名的地方，1934年7月22日，銀行搶匪約翰·迪林傑在本院觀看完一部黑幫電影後被聯邦調查局（FBI）探員擊斃。本院被列入國家史蹟名錄、以及於2001年3月28日被指定為芝加哥地標。

## 歷史

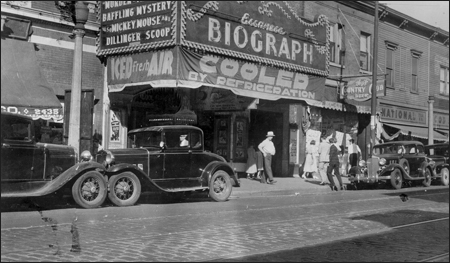
1934年在約翰·迪林傑被射殺後不久，由FBI拍攝的比沃格拉夫劇院照片

比沃格拉夫劇院由建築師Samuel N. Crowen於1914年設計，在電影院時期擁有許多區別性的特色，包括店面寬的大堂、嵌壁式的入口、獨立式的售票亭和頂篷天幕。建築物以紅磚和白色上光陶瓦建成的。
1934年7月22日，約翰·迪林傑與妓院夫人安娜·卡帕那斯（也稱為Anna Sage）和波莉·漢密爾頓（Polly Hamilton）出席電影《俠友》後，在劇院外面被梅爾文·珀維斯領導的FBI探員槍殺身亡，而當時迪林傑看到他們後，他便企圖拔槍並逃跑到人群中。迪林傑的下落曾被受強制遣返出生地羅馬尼亞所威脅的卡帕那斯洩露給FBI。
2004年7月，在作為電影院的90年後，芝加哥勝利花園劇院宣佈收購了比沃格拉夫劇院以作現場表演場所的用途。
劇院的正面和鄰近的商業曾被重新裝飾成1934年模樣，為拍攝2009年電影《大犯罪家》所用。

## 外部連結
- Development plans for the Biograph Theater
- Victory Gardens Theater